# PlayStation Mobile

Logo parfois apposé sur les appareils certifiés

PlayStation Mobile (anciennement PlayStation Suite) est un service utilisé pour fournir du contenu PlayStation téléchargeable pour les appareils qui répondent aux conditions certifiées PlayStation. Le service est disponible depuis octobre 2012 à l'intention des utilisateurs d'appareil mobile compatible avec le système d'exploitation Android.

## Historique
Le 27 janvier 2011, durant le PlayStation Meeting qui a eu lieu à Tōkyō, Sony Computer Entertainment a présenté un service de jeux vidéo à l'intention des utilisateurs de smartphones Android. Il s'agira d'un système de labellisation dans le but de certifier que les jeux proposés soient de la norme PlayStation. Les premiers jeux disponibles seront des Classics PSOne, et il viendra ensuite des jeux développés exclusivement pour le jeu sur téléphone mobile.
Le 4 juin 2012, PlayStation Suite devient PlayStation Mobile.

## Matériel compatible
La plate-forme sera aussi utilisée pour le successeur de la PlayStation Portable, c'est-à-dire la PlayStation Vita. Le Sony Ericsson Xperia Play sera le premier smartphone à utiliser cette technologie pour télécharger les jeux.
Il y eut une rumeur concernant une future tablette de Sony, nom de code S1, certifiée PlayStation. Elle fut confirmée par l'annonce, le mardi 23 avril 2011, des tablettes Sony Tablet S et P (noms de code S1 et S2), qui seront bel et bien certifiées PlayStation.
Avec la politique de développement sur téléphones Android, HTC devient le premier constructeur autre que Sony à être certifié.